# Оравица (река)
Ора́вица (словац. Oravica, пол. Cicha Woda Orawska) — река в Словакии (Жилинский край), исток в Польше. Левый приток Оравы.
Берёт начало в горном массиве Оравска-Магура на высоте около 960 м над уровнем моря. Течёт на север, у населённого пункта Витанова поворачивает на запад. Впадает в Ораву в черте города Тврдошин. Длина реки 32 км. Средний расход в Трстене 2,9 м³/с.
На реке расположены следующие населённые пункты (от истока до устья): Оравице, Витанова, Льесек, Трстена и Тврдошин.